# Ménil-Erreux
Ménil-Erreux és un municipi francès situat al departament de l'Orne i a la regió de Normandia. L'any 2007 tenia 233 habitants.

## Demografia

### Població
El 2007 la població de fet de Ménil-Erreux era de 233 persones. Hi havia 94 famílies de les quals 24 eren unipersonals (4 homes vivint sols i 20 dones vivint soles), 43 parelles sense fills, 23 parelles amb fills i 4 famílies monoparentals amb fills.
La població ha evolucionat segons el següent gràfic:
Habitants censats

### Habitatges
El 2007 hi havia 103 habitatges, 93 eren l'habitatge principal de la família, 6 eren segones residències i 4 estaven desocupats. 100 eren cases i 2 eren apartaments. Dels 93 habitatges principals, 82 estaven ocupats pels seus propietaris, 9 estaven llogats i ocupats pels llogaters i 2 estaven cedits a títol gratuït; 1 tenia una cambra, 4 en tenien dues, 17 en tenien tres, 21 en tenien quatre i 51 en tenien cinc o més. 80 habitatges disposaven pel capbaix d'una plaça de pàrquing. A 37 habitatges hi havia un automòbil i a 50 n'hi havia dos o més.

### Piràmide de població
La piràmide de població per edats i sexe el 2009 era:
| Homes | Edats   | Dones |
| ----- | ------- | ----- |
| 0     | 95 o +  | 0     |
| 1     | 90 a 94 | 0     |
| 3     | 85 a 89 | 1     |
| 0     | 80 a 84 | 1     |
| 1     | 75 a 79 | 4     |
| 6     | 70 a 74 | 3     |
| 9     | 65 a 69 | 9     |
| 5     | 60 a 64 | 8     |
| 2     | 55 a 59 | 1     |
| 7     | 50 a 54 | 11    |
| 12    | 45 a 49 | 7     |
| 9     | 40 a 44 | 12    |
| 10    | 35 a 39 | 8     |
| 9     | 30 a 34 | 4     |
| 3     | 25 a 29 | 6     |
| 4     | 20 a 24 | 8     |
| 11    | 15 a 19 | 4     |
| 8     | 10 a 14 | 5     |
| 9     | 5 a 9   | 5     |
| 11    | 0 a 4   | 4     |

## Economia
El 2007 la població en edat de treballar era de 145 persones, 110 eren actives i 35 eren inactives. De les 110 persones actives 104 estaven ocupades (53 homes i 51 dones) i 6 estaven aturades (4 homes i 2 dones). De les 35 persones inactives 17 estaven jubilades, 12 estaven estudiant i 6 estaven classificades com a «altres inactius».

### Ingressos
El 2009 a Ménil-Erreux hi havia 91 unitats fiscals que integraven 233 persones, la mediana anual d'ingressos fiscals per persona era de 17.053 €.

### Activitats econòmiques
Dels 10 establiments que hi havia el 2007, 6 eren d'empreses de construcció, 1 d'una empresa de comerç i reparació d'automòbils, 1 d'una empresa immobiliària, 1 d'una empresa de serveis i 1 d'una entitat de l'administració pública.
Dels 7 establiments de servei als particulars que hi havia el 2009, 2 eren paletes, 1 guixaire pintor, 3 fusteries i 1 agència immobiliària.
L'any 2000 a Ménil-Erreux hi havia 15 explotacions agrícoles que ocupaven un total de 912 hectàrees.

## Equipaments sanitaris i escolars
El 2009 hi havia una escola maternal integrada dins d'un grup escolar amb les comunes properes formant una escola dispersa.

## Poblacions més properes
El següent diagrama mostra les poblacions més properes.